# Jens Krause (Musikproduzent)
Jens Krause (* 1959 in Hannover) ist ein deutscher Musikproduzent.

## Leben
Nach einer Ausbildung zum Einzelhandelskaufmann in einem Schallplattengeschäft arbeitete Krause ab 1984 als Tontechniker. Er gründete 1987 mit Wolfgang Sick das Peppermint Park Studio in Hannover. In dem Studio arbeitete später auch Mousse T. Zu den von Krause produzierten Bands gehören u. a. Fury in the Slaughterhouse,  Cultured Pearls, Big Light, Terry Hoax, Jan Josef Liefers und Die Prinzen.
1996 hatten Kai und Thorsten Wingenfelder mit Jens Krause und Christian Pegel die Formation Little Red Riding Hood gegründet und das Album Little Amnesia veröffentlicht.
Von 2003 bis 2011 betrieb Krause sein eigenes Tonstudio „Capitano“ in Hemmingen, südlich von Hannover, wo er u. a. die  Wohnraumhelden, Aeroclub, Syd Berliner und Juliano Rossi produzierte.
Im Jahr 2005 zog das Studio für einige Wochen nach Thailand, um ein Benefizprojekt zu realisieren. Gemeinsam mit Kai Wingenfelder, Sänger der Band Fury in the Slaughterhouse, produzierte Krause eine Platte mit dem Namen Home, auf der mehrere Künstler wie z. B. Astrid North, Maya Saban, Stephan Eggert (Selig) und Henning Rümenapp (Guano Apes) gemeinsam mit thailändischen Kindern Songs einspielten.
Zwischen 2001 und 2005 komponierte Krause acht kurze Werke für großes Symphonieorchester. Das NDR Pops Orchestra spielte diese 8 Sinfoniettas im September 2006 ein; uraufgeführt wurden sie im November 2006 in einer von Krause veranstalteten Benefizgala zu Gunsten von Ärzte ohne Grenzen. Mousse T., Jane Comerford, Jan Losef Liefers, Susanne Wolff, Heinz Rudolf Kunze sowie weitere Künstler unterstützten Krause bei dieser Gala, indem sie aus Romanen und Autobiographien lasen.
Krause war musikalischer Leiter des Crossover-Projektes Home/Bremer Philharmoniker. Für das Benefizprojekt der ehemaligen Beluga School for Life fanden im Herbst 2008 zwei Konzertgalas statt.
Er arbeitete als Dozent für Musikproduktion, Arrangement und Kompositionen an der Landesmusikakademie Niedersachsen.
Von 2011 bis 2016 befand sich das Capitano-Studio in Dudensen, einem Ortsteil von Neustadt am Rübenberge. Dort produzierten u. a. Astrid North, Enemy Jack, Quarterly Project, Denmantau, Hold und Jeremy Bro.
Seit 2018 lebt und arbeitet Krause im Capitano-Studio in Barjols in der französischen Provence.